# Stazione di Marino Laziale
La stazione di Marino Laziale è una stazione ferroviaria passante sulla linea ferroviaria Roma-Albano in provincia di Roma, tra la fermata di Pantanelle e la Stazione di Castel Gandolfo.
Il nome di Marino Laziale gli è stato attribuito per distinguerla dalla stazione di Marino del Tronto, frazione in provincia di Ascoli Piceno, nelle Marche, servita dalla linea ferroviaria Ascoli-San Benedetto.

## Storia
Marino ebbe una prima linea tranviaria che lo collegava a Roma nel 1880. Tale linea partiva da Portonaccio e si concludeva a Marino, passando prima per Ciampino. Il suo tracciato era completamente diverso da quello dell'attuale ferrovia; infatti nel tratto da Marino Piazza Garibaldi a Pantanelle coincide con quello della Via Romana.
Questa linea tranviaria, con trazione a vapore, ebbe una breve esistenza e venne smantellata nel 1889 soppiantata dalla nuova e più efficiente linea ferroviaria Roma-Albano sebbene parte del tracciato da Roma Casilina a Ciampino venne riutilizzato dalla ferrovia fino al 18 dicembre 1939.
Nel 1886 fu inaugurato il nuovo impianto di Marino Laziale.
All'epoca in cui venne realizzata, essa era classificata come Media Stazione: infatti era dotata di un fascio di tre binari, che permetteva l'incrocio di due treni e la sosta di un terzo; aveva un tronchino a servizio dello scalo merci e un secondo binario tronco per la sosta del materiale rotabile. Complessivamente disponeva di sei deviatoi.
Durante la seconda guerra mondiale venne colpita dai bombardamenti alleati.
Il 22 dicembre 1947 venne attivato l'esercizio a trazione elettrica, con linea aerea alla tensione di 3 kV.
Nel riordino generale del trasporto pubblico regionale, la stazione ha perduto la sua originaria importanza.

## Strutture e impianti

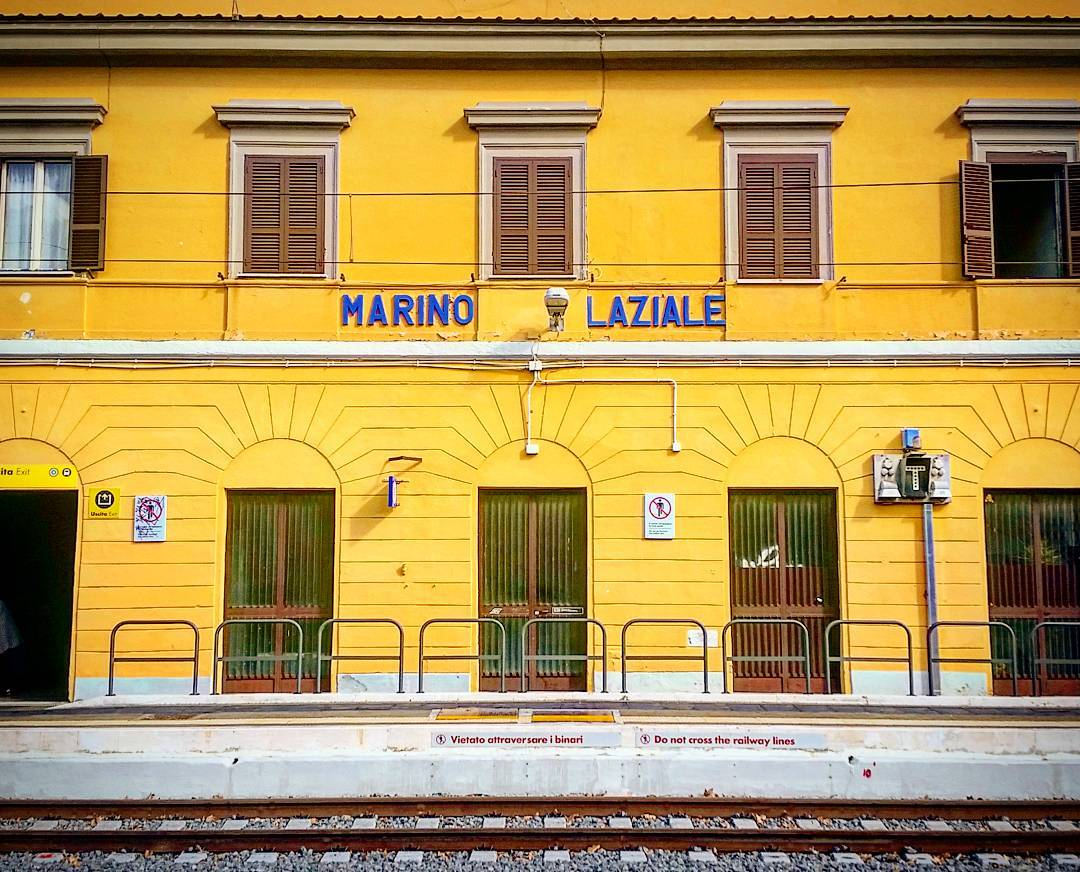
La facciata della stazione.

Il fabbricato principale, realizzato nel sobrio stile architettonico ferroviario della fine del XIX secolo, presenta al piano terra un atrio con biglietteria, la sala d'attesa, l'ufficio del capostazione e il locale comandi dei deviatoi e segnali. Al piano primo vi sono gli alloggi del personale.
In una piccola costruzione distinta dall'edificio principale vi sono i servizi igienici. È presente un terzo edificio relativo al magazzino del vecchio scalo merci.
Il progressivo automatismo degli impianti, unito all'abbandono del trasporto merci ferroviario, ha portato ad un evidente declassamento della stazione.
La tradizionale biglietteria ed il presenziamento della stazione sono stati soppressi. Anche lo scalo merci è stato definitivamente soppresso con l'eliminazione dei due binari morti.
La stazione disponeva inizialmente di tre binari, di cui due per l'incrocio dei treni e uno per soste di servizio, e di quattro deviatoi.Fino ai lavori di ristrutturazione e potenziamento attuati nel 2015, non era dotata di passaggio pedonale sotterraneo e la comunicazione tra il primo e il secondo binario avveniva a raso. Il collegamento pedonale con la città di Marino avviene attraverso una scalinata che, realizzata anch'essa nel 1886, permette il superamento dei circa 50 m di dislivello di quota tra stazione e abitato.
Con i lavori di potenziamento del 2015, oltre alla realizzazione del sottopassaggio di collegamento tra i 2 binari e il retrostante quartiere di Cave di Peperino, vennero soppressi il 3 binario di scalo sulla cui sede venne realizzata una nuova banchina e l'originaria banchina intermedia a isola tra i primi due binari. Contestualmente venne dismesso anche il dispositivo ad uso dell'Agente di condotta (o altro Agente incaricato dell'IF) per consentire l'ingresso del treno incrociante sul primo binario (nel linguaggio tecnico maniglia RAR).

## Movimento
La stazione è punto di fermata dei treni della linea regionale FL 4, che collega la Capitale con i Castelli Romani.